# Траектория краба
«Траектория краба» (нем. Im Krebsgang) — роман немецкого писателя Гюнтера Грасса. В центре сюжета книги — гибель в результате торпедной атаки советской подлодки С-13 лайнера «Вильгельм Густлофф», перевозившего помимо военнослужащих тысячи беженцев.

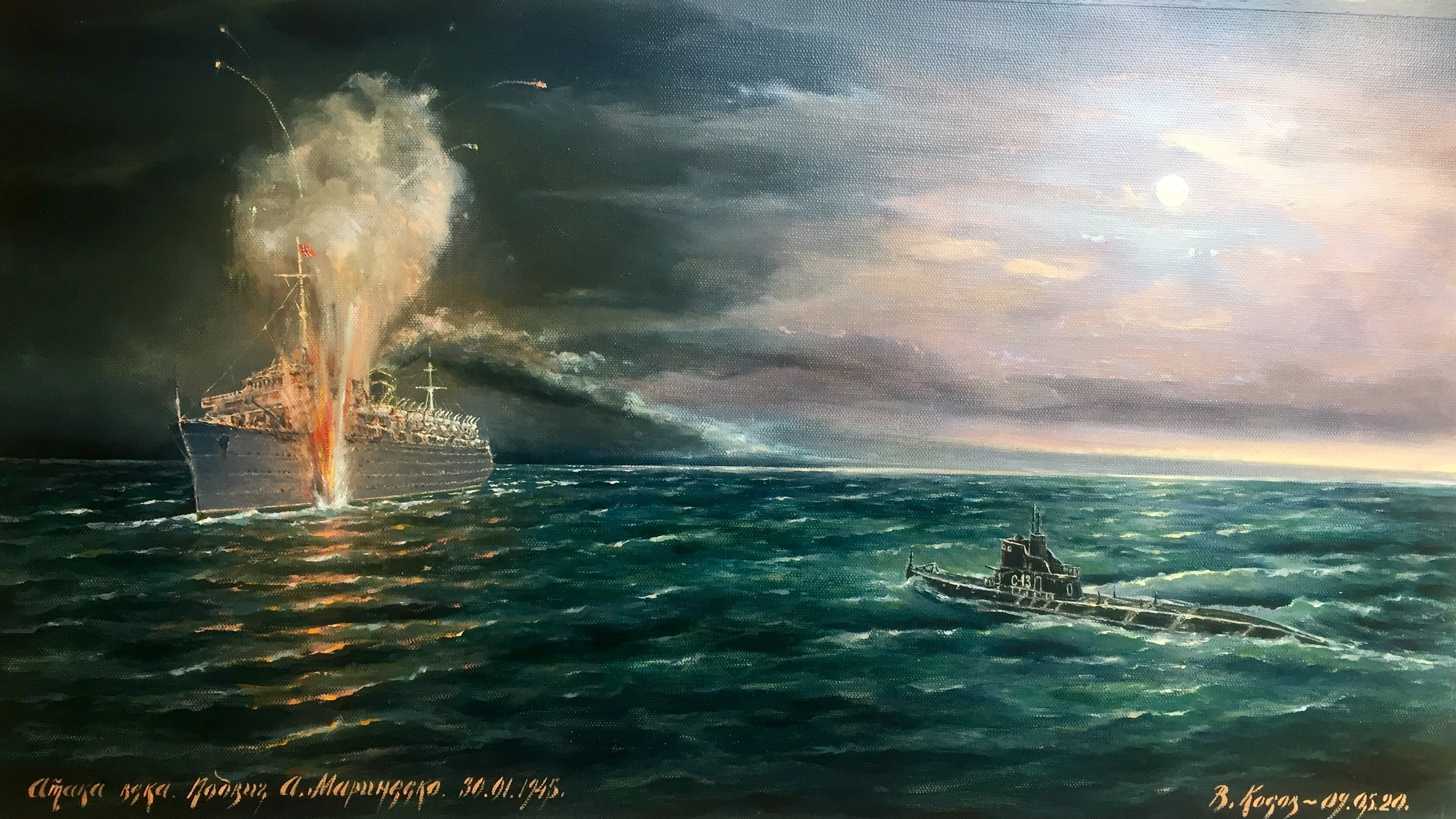
Атака века. 30 января 1945 г.